# Herpelidae
Herpelidae představují čeleď beznohých obojživelníků – červorů. Zahrnují pouze dva žijící rody, které jsou někdy řazeny přímo v rámci čeledi cecíliovití (Caeciliidae). Jde o skupinu endemitní v subsaharské Africe, s disjunktním areálem výskytu obou rodů: rod Herpele se vyskytuje na západě Afriky, zatímco zástupci rodu Boulengerula žijí na východě černého kontinentu. Dospělci dosahují velikosti těla až 35 cm, ačkoli o jejich ekologii je známo jen minimum informací. Nejlépe známým, „vzorovým“ druhem herpelidního červora je cecílie horská (B. taitana); pozoruhodná mj. tím, že její samice krmí svá mláďata vlastní kůží bohatou na látky lipidové povahy.

## Seznam rodů
Na základě :
- Boulengerula Tornier, 1896
  - Boulengerula boulengeri Tornier, 1896
  - Boulengerula changamwensis Loveridge, 1932
  - Boulengerula denhardti Nieden, 1912
  - Boulengerula fischeri Nussbaum and Hinkel, 1994
  - Boulengerula niedeni Müller, Measey, Loader, and Malonza, 2005
  - Boulengerula spawlsi Wilkinson, Malonza, Campbell, and Loader, 2017
  - Boulengerula taitana Loveridge, 1935
  - Boulengerula uluguruensis Barbour and Loveridge, 1928
- Herpele Peters, 1880
  - Herpele multiplicata Nieden, 1912
  - Herpele squalostoma (Stutchbury, 1836)